# Анита (кратер)
Ани́та (лат. Anyte) — небольшой ударный кратер диаметром 21 км вблизи северного полюса Меркурия по координатам 79°30′ с. ш. 149°20′ в. д. / 79,5° с. ш. 149,33° в. д. Назван в честь древнегреческой поэтессы Аниты Тегейской (конец IV — начало III веков до н. э.); название присвоено Международным астрономическим союзом 4 августа 2017 года.